# Georg Bleher
Georg Bleher (Langenau, 4 febbraio 1919 – Stoccarda, 25 febbraio 2013) è stato un militare tedesco, insignito della Croce di Cavaliere della Croce di Ferro nel corso della seconda guerra mondiale.

## Biografia
Nacque il 4 febbraio 1919 a Langenau, vicino a Ulma sul Danubio, figlio di un funzionario della Reichsbank. Dopo aver frequentato la scuola elementare e poi la scuola commerciale, completò l'apprendistato come impiegato industriale.
Il 1° aprile 1939 iniziò il servizio nel Reichslaufsätze sulla Linea Sigfrido, che terminò nel marzo 1940. Il 18 giugno 1940, in piena seconda guerra mondiale, fu arruolato nella Wehrmacht e, dopo l'addestramento di base, fu assegnato alla 3ª Compagnia del 34° Reggimento di fanteria. Questo reggimento apparteneva alla 35. Infanterie-Division e, dopo la conclusione vittoriosa della battaglia di Francia, fu di stanza nei Paesi Bassi e successivamente in Belgio. Il 1° dicembre 1940  venne promosso caporale e contemporaneamente nominato assistente istruttore e vice capogruppo.
Nella primavera del 1941, il 34° Reggimento di fanteria si trasferì nel corridoio di Suwałki, nella Prussia orientale. Il 22 giugno 1941, il primo giorno di guerra contro l'Unione Sovietica, vide il suo primo dispiegamento come fante in prima linea. A causa dell'assenza del capogruppo, quel giorno per la prima volta egli dovette assumersi la responsabilità di soldati subordinati.
Nelle battaglie d'avanguardia subì la sua prima ferita nell'agosto del 1941 e ricevette il Distintivo  per feriti in ferro il 15 settembre 1941. Tuttavia, dopo un breve ricovero in un ospedale di Varsavia, tornò al fronte e fu insignito della Croce di Ferro di seconda classe il 20 ottobre 1941. Seguirono i combattimenti di Smolensk e la battaglia di Vyazma. Durante l'avanzata sulla capitale dell'Unione Sovietica, il 1° dicembre 1941 venne promosso sottufficiale.
Il 4 dicembre 1941 l'avanzata tedesca si arrestò definitivamente alle porte di Mosca, e poi le forze tedesche iniziarono una ritirata sostenendo pesanti combattimenti invernali in condizioni inimmaginabili. Nel marzo del 1942 rimase nuovamente ferito e subì gravi congelamenti; rischiò l'amputazione di entrambe le mani. Trasferito via Gshatsk e Varsavia all'ospedale militare di Ulm, poté riprendersi dalle ferite e dal congelamento. L'8 aprile 1942 ricevette il Distintivo d'argento per ferite.
Quando ritornò al 34° Reggimento di fanteria alla fine dell'estate del 1942, nello stesso giorno del suo arrivo gli fu assegnato un reparto di ricognizione, che guidò brillantemente. Per questo motivo il 17 ottobre 1942 ricevette la Croce di Ferro di prima classe, mentre il 12 luglio 1942 gli era già stata conferita la medaglia del fronte orientale.
Seguirono movimenti di ritirata nella zona dello Heeresgruppe Mitte  fino al Dnepr. Grazie al suo comportamento divenne il capo squadra della compagnia. Nel settembre 1943 venne inviato a frequentare un corso di addestramento per ufficiali presso la Scuola di guerra di Dresda. Seguirono le promozioni a Fahnenjunker-Unteroffizier il 1° ottobre 1943 e a Feldwebel-Oberfähnrich il 1° febbraio 1944 e, dopo aver completato con successo il corso, la nomina a sottotenente della riserva con decorrenza dal 1° marzo 1944.
Dopo essere stato promosso ufficiale fu trasferito al 358 Grenadier-Regiment in forza alla 205. Infanterie-Division che alla fine di marzo del 1944 si trovava nella zona di Polotsk. Comandò inizialmente una compagnia, e poi divenne aiutante di campo del comandante della III Battaglione, assumendo successivamente questa funzione nel I Battaglione del GR.358.
Nonostante il suo nuovo incarico continuò a essere impiegato in prima linea e il 1° agosto 1944 gli fu conferita il distintivo per assalto della fanteria in bronzo. Partecipò alla ritirata dello Heeresgruppe Mitte verso la Curlandia, dove le unità tedesche impegnate nei combattimenti vennero qui isolate e circondate nell'autunno del 1944.
Il 25 ottobre 1944, dopo la quinta ferita, ricevette il distintivo per ferite in oro e il 1° gennaio 1945 fu promosso tenente della riserva. Il suo costante servizio venne poi riconosciuto il 9 marzo 1945 con l'assegnazione dell'Ordine militare della Croce Tedesca in oro.
Gli scontri in Curlandia si trasformarono in una guerra di trincea, nota in letteratura come le Grandi Battaglie di Curlandia. Il 23 marzo 1945, il 1° battaglione del 358. Grenadier Regiment si mosse per contrastare uno sfondamento delle truppe russe. Il comandante del battaglione cadde nei primi minuti dell'azione ed egli, che in qualità di aiutante del comandante aveva partecipato anche al briefing che precedette l'attacco,  assunse di propria iniziativa il comando del battaglione e portò a termine con successo l'attacco. Tuttavia, venne colpito al gomito sinistro, e questa sesta ferita significò la fine del suo servizio sul fronte orientale. 
Dopo aver medicato la ferita si diresse verso Libau e attraversò il Mar Baltico fino a Świnoujście. Da lì il treno proseguì per Amburgo e poi verso l'ospedale di Ravensburg, nella Germania meridionale. Solo anni dopo la fine della guerra, venne a sapere che il 6 maggio 1945 gli era stata conferita la Croce di Cavaliere della Croce di Ferro per il vittorioso contrattacco che aveva contribuito in modo significativo all'accerchiamento e alla distruzione dell'8ª Divisione della Guardia sovietica.
Trascorse le ultime settimane di guerra nell'ospedale di Ravensburg, ed ebbe un ruolo fondamentale nella resa della città ai francesi senza combattere, salvandola da ingenti danni causati dalla guerra. Fatto prigioniero di guerra, nel giugno del 1945, quando la ferita era in gran parte guarita, venne trasportato in un campo di prigionia per ufficiali in Francia. Dopo una dura prigionia, il 13 giugno 1947 venne rilasciato e tornò in Patria.
Dopo il ritorno in Germania si costruì una solida esistenza economica, e si spense a Stoccarda il 25 febbraio 2013.

### Annotazioni
1. ↑  La proposta di concessione era stata avanzata dal General der Infanterie Carl Hilpert.

### Fonti
1. 1 2 3 4 5 6 7 8 9 10 11 12 13 14 15 16 17 18 19 20 21 22 23 24 25 26 27 28 29 30  Imoebi.
2. 1 2 3 4 5 6 7 8 9 10 11 12 13 14  Traces of War.
3. 1 2 3  Stenger Historica.